# Le Llano en flammes
Le Llano en flammes (El Llano en llamas) est un recueil de nouvelles écrit par l'auteur mexicain Juan Rulfo. Il a été publié en tant que recueil en 1953 et réédité avec des ajouts en 1971. Il comporte des nouvelles qui se passent dans le Jalisco au sud-ouest du Mexique.
Dans les nouvelles du recueil, Rulfo explore la vie rurale mexicaine dans le contexte violent de la Révolution Mexicaine et de la Guerre des Cristeros au début du XXe siècle. Il ne s'agit pas pour Rulfo de donner une représentation exotique ou régionaliste de la campagne mexicaine mais plutôt de mettre en évidence l'hostilité de cet espace à travers la voix de ses personnages.
Le titre du recueil est en fait le titre d'une des nouvelles qu'il comporte. Ce titre est représentatif de l'intégralité du recueil car ce dernier explore l'espace géographique aride et désertique du Llano Grande. À l'origine, le recueil devait s'intituler Les histoires de mon Oncle Celerino (Los cuentos del Tío Celerino) en hommage à un des oncles de l'auteur qui lui racontait des histoires lorsqu'il était enfant.
Dans l'édition française de Gallimard, le recueil est précédé d'une préface de J.M.G Le Clézio.

## Composition du recueil

### Les différentes éditions du recueil
Plusieurs nouvelles du recueil ont d'abord fait l'objet d'une publication dans les revues mexicaines Pan et América. On nous a donné la terre (Nos han dado la tierra) est la première nouvelle que publie Rulfo en juillet 1945 dans la revue Pan suivie en décembre 1945 par Macario dans la même revue. En 1953, Rulfo publie chez l'éditeur Fondo de Cultura Económica la première version du recueil. Elle contenait les sept nouvelles publiées dans les revues littéraires et huit nouvelles inédites comme L'homme (El hombre) ou la nouvelle de clôture du recueil: Anacleto Morones.
En 1971, une deuxième édition du recueil est publiée dans laquelle l'auteur a ajouté deux nouvelles publiées en 1955 dans des revues: Le jour du tremblement de terre (El día del derrumbe) et L'héritage de Matilde Arcángel (La herencia de Matilde Arcángel). La nouvelle Paso del Norte, présente dans l'édition de 1953 est supprimée du recueil par l'auteur. Néanmoins, elle est réintégrée dans l'édition posthume de l'œuvre de Rulfo et elle figure dans l'édition française de 2001 chez Gallimard.

### La composition définitive
| Titre en français table des titres | Titre original                  | Date de publication originale | Revue de publication |
| ---------------------------------- | ------------------------------- | ----------------------------- | -------------------- |
| On nous a donné la terre           | Nos han dado la tierra          | Juillet 1945                  | Pan                  |
| La cuesta de las comadres          | La cuesta de las comadres       | Février 1948                  | América              |
| C'est qu'on est très pauvres       | Es que somos muy pobres         | Août 1947                     | América              |
| L'homme                            | El hombre                       | —                             | —                    |
| À l'aube                           | En la madrugada                 | —                             | —                    |
| Talpa                              | Talpa                           | Janvier 1950                  | América              |
| Macario                            | Macario                         | Novembre 1945                 | Pan                  |
| Le Llano en flammes                | El Llano en llamas              | Décembre 1950                 | América              |
| Dis-leur de ne pas me tuer!        | ¡Diles que no me maten!         | Juin 1951                     | América              |
| Luvina                             | Luvina                          | —                             | —                    |
| La nuit où on l'a laissé seul      | La noche que lo dejaron solo    | —                             | —                    |
| Paso del Norte                     | Paso del Norte                  | —                             | —                    |
| Rappelle-toi                       | Acuérdate                       | —                             | —                    |
| Tu n'entends pas les chiens aboyer | No oyes ladrar los perros       | —                             | —                    |
| Le jour du tremblement de terre    | El día del derrumbe             | Août 1955                     | Mexico en la Cultura |
| L'héritage de Matilde Arcángel     | La herencia de Matilde Arcángel | Mars 1955                     | Cuadernos Médicos    |
| Anacleto Morones                   | Anacleto Morones                | —                             | —                    |

## Le Llano entre espace géographique et non-lieu

### Le Llano Grande
Toutes les nouvelles du recueil tournent autour de la région géographique du Jalisco et plus précisément le Llano Grande. Il s'agit d'une plaine aride et sèche particulièrement hostile à l'habitat et à l'agriculture. Dans On nous a donné la terre, des agriculteurs se plaignent justement « Mais, Monsieur le délégué, la terre est délavée, dure. Ça nous étonnerait, que le soc s'enfonce dans ce morceau de pierre qu'est la terre du Llano». Les textes de Rulfo tournent tous autour de cet espace qu'est le Llano tout en soulignant le vide qu'il incarne pour l'Humain.
Les nombreuses références à l'espace dans lequel vivent les personnages le présentent comme un lieu sans vie et donc une mort de la parole. « Ici, on parle et avec cette chaleur qu'il fait dehors, les mots grillent dans la bouche [...] C'est comme ça, ici. Et c'est pour ça que personne n'a envie de parler» explique le narrateur d'On nous a donné la terre. La Llano, constitue un lieu vide de parole et donc un espace hostile à la littérature elle-même. C. Pinçonnat remarque d'ailleurs qu'il s'agit, pour Rulfo, de faire entendre au lecteur « la parole de ces hommes sans voix longtemps restés hors du champ littéraire ».

### Tu n'entends pas les chiens aboyer, un motif dans le recueil et un repère dans l'immensité du Llano
Un des éléments d'unité du recueil reste cette remarque constante des personnages à travers les nouvelles « On entend les chiens aboyer ». On retrouve cette remarque dans plusieurs nouvelles telles qu'On nous a donné la terre, À l'aube ou encore la nouvelle Tu n'entends pas les chiens aboyer. Dans le recueil, l'aboiement des chiens constitue un motif récurrent qui sert de repère aux personnages dans l'immensité du Llano. La nouvelle Tu n'entends pas les chiens aboyer, place ce motif au centre de la nouvelle, l'aboiement des chiens représentant alors l'indication d'une ville ou d'un lieu civilisé dans la plaine hostile que les personnages traversent.
Dans un entretien avec la journaliste mexicaine Elena Poniatowska, Rulfo explique : « Autrefois, dans les villages, on éteignait la lumière vers onze heures du soir et personne ne savait où aller dans l’obscurité, si les gens étaient dehors ou chez eux, et c’est seulement grâce aux chiens, grâce aux aboiements des chiens que l’on pouvait localiser quiconque, que l’on savait que des gens habitaient là. Moi-même, j’ai parcouru de nombreux llanos et lorsque la nuit je n’entendais pas les chiens aboyer, je savais que j’étais perdu. »